# Don Juan (tango)
Don Juan —o Don Juan (el taita del barrio)— es el primer tango argentino grabado con orquesta de tango. Su letra fue obra de Ricardo Podestá y su música fue compuesta en su mayor parte por Ernesto Ponzio.
La fecha de creación, en particular de la música, puede indicarse tan antigua como 1898, o
de 1910 según su fecha de grabación.
En SADAIC fue registrada recién en 1941; pero esta entidad había sido fundada luego de la creación de este tango.

## Historia
Del encordado salían como chispas de las notas.
—Mi Dios, como lo maneja ese pibe!… —barboteó el pardo dando un salto en la silla.
 Al “Pibe Ernesto” no le hizo mella la alabanza y siguió haciendo diabluras con su instrumento.
—Che, ¿y eso como se llama?… —volvió a interrumpir el cantor.
—Es un tango, Don Gabino —contestó el muchacho una vez terminada la pieza— lo compuse en lo de Mamita… ¿Le gusta?… Se llama “Don Juan”
Cita popular

Hay varias versiones sobre el origen del tema, así como de su título, casi todas coinciden en que fue compuesto en Mamita,
y suele convenirse que fue durante el año 1898.
Según un relato de la revista Música y Arte de octubre de 1934, Asdrúbal Noble relata el siguiente suceso acontecido en Mamita:

Según la leyenda, el Negro Sergio, otro personaje de entonces, estaba sentado cavilosamente frente al piano. Como no daba sintonías de alegría, el Pibe Ernesto se le acercó para animarlo a participar del baile. Sergio se impacientó, y más por alejarlo que por inspiración tocó algunos compases. Ponzio se quedó a su lado, muy pálido, esperando.

—¿No seguís?

—¿Seguir qué?, le contestó extrañado el otro.

—Lo que estás tocando…

—Pero, si no toco…

—¿No? Salí de ahí, pedazo de zonzo…

Y se sentó él. Al rato, otros acordes… y otros… Había nacido Don Juan.

Una historia distinta es la que cuenta el violinista Francisco Mastrazzi, quien afirma que un hermano mayor suyo estuvo presente en ese momento. La diferencia principal en su versión es que quien inició la composición no lo hizo en un piano, sino en una guitarra.
Otro detalle que circula es que el título originalmente era El panzudo, avalada por el guitarrista Eusebio Aspiazu, porque estaba dedicado a una persona muy gorda que habituaba los boliches.

### Primer tango grabado
Según el autor Oscar del Priore, el "Pibe" Ernesto Ponzio (el compositor) habría afirmado que esta obra era el primer tango argentino. Sin embargo, no hay indicios de que lo haya sido, sino más bien de lo contrario.
Lo que sí es destacable es que, junto al tango Rosendo, corresponden a los primeros tangos que han sido grabados por una orquesta típica de tango. El mismo fue grabado en 1910, por la Orquesta Típica Criolla Vicente Greco.

### Dedicatoria
Según consigna el libro «Cien tangos fundamentales», el compositor adjuntó la siguiente dedicatoria en una de las últimas ediciones:

Dedico este primer tango argentino con letra y pizzicato a todos los músicos de mi patria como un sincero homenaje de la Guardia Vieja a la brillante juventud de hoy.

## Estructura
A pesar de haber sido compuesto y estrenado dentro del período de la Guardia Vieja, el tema presenta una estructura dividida en dos partes, y no en tres como se acostumbraba en dicho período.